# Laguna Niguel
Laguna Niguel je město v okresu Orange County ve státě Kalifornie ve Spojených státech amerických. K roku 2010 zde žilo 62 979 obyvatel. S celkovou rozlohou 38,55 km² byla hustota zalidnění 1 600 obyvatel na km².